# Escut i bandera de la Serratella
L'Escut de la Serratella, l'Alt Maestrat, País Valencià, normalitzat segons el Decret 116/1994 del Consell:
| « | «Escut quadrilong de punta redona. Truncat. En el primer quarter, en camp d'atzur, tres muntanyes d'or, sobremuntades d'una creu de Montesa. En el segon quarter, en camp de gules, espasa flamígera i balança de sable. Al timbre, corona reial oberta.» | » |

Fou aprovat per Resolució de 22 d'abril de 2005, DOGV núm. 5.007 de 17.05.2005)

## Bandera

Bandera de la Serratella

La bandera de la Serratella és un símbol vexil·lològic de la Serratella municipi de la comarca de la Plana Alta. És una bandera de proporcions 2:3. Està dividida en quatre parts: a les parts esquerra superior i dreta inferior, la creu de Montesa (que recorda la pertinença de la localitat al Maestrat històric) sobre fons blanc; a la part dreta superior, tres muntanyes del seu color sobre fons blau; i a la part esquerra inferior, espasa flamígera i balança sobre fons roig, les quals representen a Sant Miquel, patró de la població.
L'assemblea veïnal de la localitat va decidir la tria d'aquesta bandera a l'octubre de l'any 2010. Es va oficialitzar l'any següent, mitjançant resolució de 23 d'agost de 2011, de la consellera d'Administració Pública. Publicat en el DOGV núm. 6.608, del 14 de setembre de 2011.